# Berta Thiersch

Berta Thiersch (1908)

Berta Amalie Thiersch, verheiratete Berta Amalie Schmidtlein, Pseudonym Walter Bergh, (* 14. Juni 1888 in München; † 7. Februar 1984 in Köln) war eine deutsche Autorin.

## Leben
Berta Thiersch wurde am 14. Juni 1888 als eines von acht Kindern in München geboren. Ihr Vater war der Architekt und Maler Friedrich von Thiersch (seinerseits Sohn des Theologen Heinrich Thiersch und Enkel des Philologen Friedrich von Thiersch); ihre Mutter war Auguste Thiersch, geb. Eibler (* 31. Oktober 1866 in Lindau; † 22. Oktober 1948 in Marktschellenberg); die Buchbinderin Frieda Thiersch war eine ihrer Schwestern. Nach dem Schulbesuch in den Jahren 1894 bis 1913 und Assistenz im Architekturbüro ihres Vaters trat sie eine Ausbildung als Bibliothekarin im mittleren Dienst an (1914 bis 1916, Königliche Bibliothek zu Berlin). Nach deren Abschluss leitete sie die Bibliothek der Handelshochschule in München. Am 11. Februar 1920 heiratete sie Karl Friedrich Schmidtlein (* 9. August 1887 in Berlin; † 1953 in Marktschellenberg, Enkel Friedrich Hammachers). Das Ehepaar hatte drei Kinder. Berta Thiersch lebte in München, Berlin, Marktschellenberg und Köln.

## Schriften
Operntexte
- 1916: Libretto zu Lanzelot und Elaine von Walter Courvoisier
- 1924: Libretto zur Islandsaga von Georg Vollerthun[2]

Jugendbücher
- 1956: Corinna
- 1957: Das Schlittenlied
- 1962: Franziska und der Mohrenkönig
- 1963: Als der Stein ins Rollen kam

Berta Thiersch hinterließ weitere unveröffentlichte Manuskripte sowie Briefwechsel mit Adolf von Harnack, Immanuel Birnbaum und anderen.